# Артур Мозес
Артур Мозес (англ. Arthur Moses, нар. 3 березня 1973, Аккра) — ганський футболіст, що грав на позиції нападника, зокрема за низку європейських клубних команд, а також національну збірну Гани.

## Клубна кар'єра
У дорослому футболі дебютував 1991 року виступами на батьківщині за команду «Асанте Котоко». Протягом 1992—1993 років грав у Нігерії, де захищав кольори клубу «Стейшенері Сторс». З 11-ма забитими голами ставав найкращим бомбардиром першості Нігерії 1992 року.
1993 року перебрався до Європи, уклавши контракт з німецькою «Фортуною» (Дюссельдорф). Провів у її складі два роки, так і не ставши гравцем основного складу.
У 1995—1997 роках грав за французький нижчоліговий «Тулон», звідки був запрошений до «Марселя». Протягом наступних трьох років лише епізодично з'являвся на полі у складі марсельців. 
Згодом з 2000 по 2002 рік грав у другому французькому дивізіоні за «Нім-Олімпік», а завершував ігрову кар'єру виступами за еміратські «Аль-Айн» та «Аль-Шабаб» у 2002–2004 роках.

## Виступи за збірну
1994 року дебютував в офіційних матчах у складі національної збірної Гани.
Був включений до заявки збірної на Кубку африканських націй 1998 року в Буркіна Фасо, в іграх якого участі утім не брав.
Загалом протягом шестирічної кар'єри в національній команді провів у її формі 8 матчів, забивши 3 голи.
| Дата       | Місто     | Господарі    | Результат | Гості   | Турнір            | Голи | Примітки  |
| ---------- | --------- | ------------ | --------- | ------- | ----------------- | ---- | --------- |
| 9-3-1994   | Лагос     | Нігерія      | 0 – 0     | Гана    | товариський матч  | -    | Замінений |
| 10-11-1996 | Лібревіль | Габон        | 1 – 1     | Гана    | Відбір до ЧС 1998 | -    |           |
| 6-1-1997   | Ломе      | Того         | 4 – 0     | Гана    | товариський матч  | -    | RK        |
| 12-1-1997  | Кумасі    | Гана         | 2 – 2     | Марокко | Відбір до ЧС 1998 | 1    |           |
| 5-4-1997   | Фрітаун   | Сьєрра-Леоне | 1 – 1     | Гана    | Відбір до ЧС 1998 | 1    |           |
| 7-8-1999   | Аккра     | Гана         | 2 – 1     | Ямайка  | товариський матч  | 1    |           |
| 28-8-1999  | Лагос     | Нігерія      | 0 – 0     | Гана    | товариський матч  | -    |           |
| 22-12-1999 | Сфакс     | Туніс        | 2 – 0     | Гана    | товариський матч  | -    |           |
| Усього     |           | Матчів       | 8         |         | Голів             | 3    |           |

## Титули і досягнення

### Командні
- Чемпіон ОАЕ (1):

«Аль-Айн»: 2001-2002

### Особисті
- Найкращий бомбардир чемпіонату Нігерії з футболу (1):

1992 (11 голів)